# منارة بيل روك
تعدّ منارة بيل روك، التي تقع قبالة ساحل أنغوس، في اسكتلندا، أقدم منارة ناجية في البحر على مستوى العالم. تم بنائها خلال الفترة بين عامي 1807 و 1810 من قبل روبرت ستيفنسون [الإنجليزية] على بيل روك (المعروف أيضًا باسم إنشكيب) في بحر الشمال، على بعد 11 ميلاً (18 كم) شرق فيرث تاي [الإنجليزية]. يبلغ ارتفاعها 35 متراً (115 قدماً)، ويظهر ضوءه من 35 ميلاً (56 كم) داخل البحر.
تم تشييد أعمال البناء التي ترتكز عليها المنارة بمثل هذه الدرجة العالية بحيث لم يتم استبدالها أو تغييرها خلال 200 عام. تم استبدال المصابيح والعاكسات في عام 1843 واستخدمت في المنارة في كيب بونافيستا [الإنجليزية]، نيوفندلاند، حيث يتم عرضها حاليًا. تم تشغيل العمل الآلي في المنارة منذ عام 1988.
تعمل المنارة بالترادف مع محطة ساحلية، برج إشارة بيل روك، الذي بني في عام 1813 عند مصب ميناء أربرواث [الإنجليزية]. يضم هذا المبنى اليوم متحف برج الإشارة [الإنجليزية]، وهو مركز للزوار يشرح تفاصيل تاريخ المنارة.
وقد أدت التحديات التي تم مواجهتها في بناء المنارة إلى وصفها بأنها واحدة من عجائب الدنيا السبع في العالم الصناعي [الإنجليزية].

## وصلات خارجية
- الموقع المرجع لمنارة ستفنسون